# 30085 Kevingarbe
30085 Kevingarbe è un asteroide della fascia principale. Scoperto nel 2000, presenta un'orbita caratterizzata da un semiasse maggiore pari a 2,2647302 UA e da un'eccentricità di 0,1295521, inclinata di 3,24974° rispetto all'eclittica.